# Константинова, Екатерина Игоревна
Екатерина Игоревна Константинова (род. 13 октября 1995, Санкт-Петербург) — российская шорт-трекистка и конькобежка. Заслуженный мастер спорта Российской Федерации (2018). Участница Зимних Олимпийских игр 2018 года, серебряный призёр чемпионата мира, 2-кратная чемпионка Европы и 5-кратная призёр европейского первенства, 2-кратная чемпионка (2017, 2018) и 2-кратная серебряный призёр (2015, 2019) чемпионата России в многоборье, 5-кратная чемпионка России на отдельных дистанциях и 7-кратная призёр..

## Спортивная карьера
Екатерина Константинова родилась в Санкт-Петербурге в семье спортсменов. Её мама — тренер по шорт-треку, а папа — тренер по конькобежному спорту. Она занялась конькобежным спортом в возрасте 8 лет, после того, как мама привела её в секцию. После того, как её школа в 2004 году с "большой" дорожки переквалифицировалась на короткий овал, перешла в шорт-трек, когда ей было 9 лет. Занималась в Колпинской СДЮСШОР № 2, под руководством тренера Михаила Константиновича Некрасова. 
В 2012 году Екатерина на первенстве России среди юниоров в Саранске завоевала три медали всех достоинств, где стала второй по сумме многоборья. В 2013 году на юниорском Кубке Европы выиграла "золото" на дистанции 1000 метров и в женской эстафете, а через год в Софии выиграла четыре "золота", на всех трёх дистанциях и в эстафете. В марте 2013 года на чемпионате России она впервые завоевала серебряную медаль в забеге на 500 метров, уступив только Татьяне Бородулиной. В том же году получила звание Мастер спорта России.
Екатерина Константинова дебютировала на Кубке мира в начале сезона 2014/2015 в Солт-Лейк-Сити, и заняла 17-е место на дистанции в 1500 м. Позднее в этом же сезоне она занимала третьи места в эстафете на 3000 м в Монреале и Сеуле. На чемпионате Европы 2015 года в Дордрехте она завоевала золотую медаль в эстафете на 3000 м. На чемпионате Европы 2016 года в Сочи она завоевала серебро в эстафете и была пятой в многоборье. В том же 2016 году была временно отстранена от соревнований после обнаружения в её организме мельдония.
Она вскоре вернулась, и в декабре выиграла чемпионат России в многоборье. На чемпионате Европы 2017 года в Турине она завоевала бронзу на 1000 метров и в многоборье. В феврале 2017 года она впервые одержала победу на этапе Кубка мира в Минске (в эстафете на 3000 м). Её лучшими результатами на чемпионате мира в Роттердаме были 11-е место на дистанции в 500 и 6-е место в эстафете. В конце декабря на чемпионате России по многоборью Екатерина стала абсолютной чемпионкой страны во второй раз подряд.
На Чемпионате Европы 2018 года в Дрездене завоевала золотую медаль в эстафете на 3000 м. В феврале 2018 года представляла Россию на Зимних Олимпийских играх в Пхёнчхане. В марте на чемпионат России в Санкт-Петербурге она завоевала "золото" в эстафете, "серебро" в беге на 1500 метров и "бронзу" на 1000 метров. В начале сезона 2018/2019 годов, на ноябрьском этапе Кубка мира в Калгари вместе с командой победила в эстафете. На декабрьском чемпионат России в многоборье финишировала второй в общем зачёте.
В январе 2019 года на чемпионате Европы в Дордрехте вместе с командой выиграла серебро в эстафете, а в общем зачёте заняла 15-е место. В феврале на Кубке мира в Дрездене завоевала золотую медаль в женской эстафете. В марте на чемпионате мира в Софии выиграла в эстафете серебряную медаль вместе с Софьей Просвирновой, Екатериной Ефременковой и Эмины Малагич. Осенью 2019 года на Кубке мира в Монреале выиграла серебро в эстафете и в Нагано бронзу также в эстафете, а в декабре в Шанхае серебро в смешанной эстафете. 
На чемпионате Европы в Дебрецене в январе 2020 года завоевала бронзу в составе эстафетной команды. В марте все соревнования были отменены из-за пандемии коронавируса. В марте 2021 года возобновился чемпионат России в Коломне и Екатерина выиграла золотую медаль в забеге на 1000 метров, серебряную на 1500 и бронзовую в эстафете за команду Санкт-Петербурга. В конце сезона она переквалифицировалась из шорт-трека на длинную дорожку и уже в декабре 2022 года участвовала на чемпионате России по конькобежному спорту в Коломне, где стала серебряным призёром в командном спринте.
В январе и феврале 2023 года на 2-м, 3-м и 4-м этапах Кубка России она стала дважды серебряным призёром в командном спринте и единожды на дистанции 1500 метров, а также выиграла "бронзу" в командной гонке. Сезон 2023/24 начала в ноябре с первых двух этапов Кубка России, на которых дважды стала третьей в командной гонке и один раз была серебряным призёром в масс-старте. В январе 2024 года Екатерина вновь стала второй в масс-старте на 3-м этапе.

## Награды
- Почётная грамота Министерства обороны Российской Федерации (2018)[15].
- Приказом министра спорта от 17 октября 2018 г. № 144 нг[16] удостоена звания заслуженный мастер спорта России.

## Личная жизнь
Екатерина Константинова окончила НГУ им. П.Ф. Лесгафта. С 2016 года являлась военнослужащей Вооружённых Сил Российской Федерации по контракту, занимает должность инструктора в ЦСКА. Воинское звание — прапорщик. Проживает в Колпино. Ей нравится вязать, читать.